# مدل انباشت و شلیک نمایی
در علوم اعصاب، مدل‌های انباشت و شلیک (به انگلیسی: integrate-and-fire) از راحتی تحلیلی و محاسباتی خاصی برخوردار هستند. به همین دلیل به کرات در شبیه‌سازی‌های کامپیوتری از این مدل‌ها استفاده می‌شود. مدل انباشت و شلیک نمایی (به انگلیسی: exponential integrate-and-fire) در ابتدا به عنوان یک مدل تک‌بعدی ارائه شد. برجسته‌ترین تعمیم‌های دو بعدی ، مدل انباشت و شلیک نمایی تطبیقی (به انگلیسی: adaptive exponential integrate-and-fire model) و مدل انباشت و شلیک تعمیم‌یافته (به انگلیسی: generalized exponential integrate-and-fire) است.
از برتری‌های این مدل می‌توان به موارد زیر اشاره کرد:
- سازگاری بسیار خوب با داده‌های تجربی.
- پیاده‌سازی ساده برای محاسبات کامپیوتری.
- سادگی در عین کارآمدی ریاضیاتی.

## انباشت و شلیک نمایی (EIF)
مدل انباشت و شلیک نمایی (EIF) یک مدل نورون بیولوژیکی است. این مدل با اضافه کردن یک جمله نمایی به مدل انباشت و شلیک نشتی (به انگلیسی: leaky integrate-and-fire) می‌تواند ایجاد پتانسیل عمل را به خوبی مدل کند. این مدل نخستین بار توسط Fourcaud-Trocme و همکاران معرفی شد. صحت این مدل بعداً توسط Badel و همکاران تأیید شد. این یکی از نمونه‌های برجسته یک پیش‌بینی نظری دقیق در علوم اعصاب محاسباتی است که بعداً توسط علوم اعصاب تجربی تأیید شد.
در مدل EIF، پتانسیل غشای نورون از معادله زیر پیروی می‌کند:

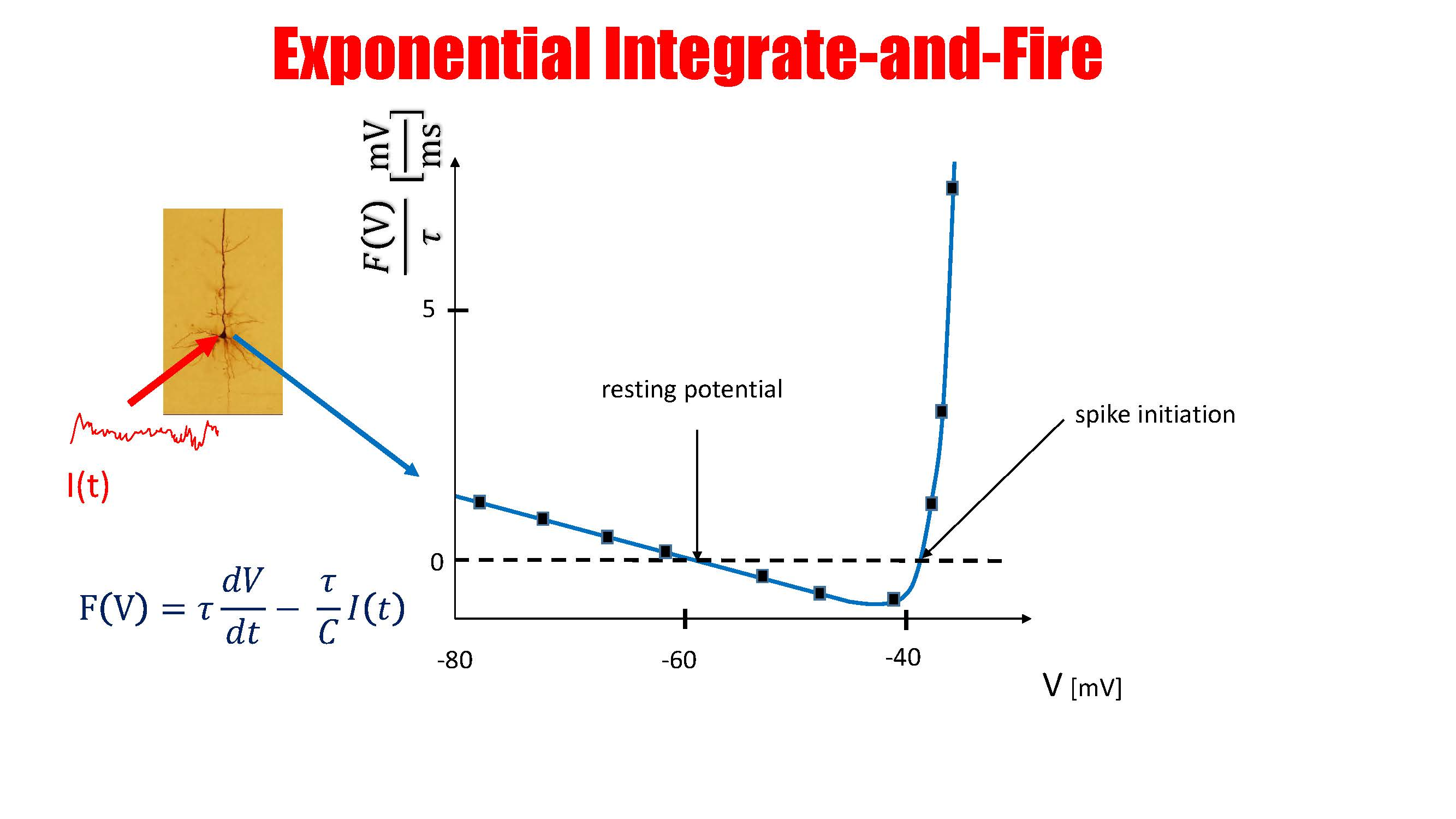
می‌توان پارامترهای مدل انباشت و شلیک نمایی را از داده‌های تجربی استخراج کرد.

{\displaystyle \tau _{m}{\frac {dV}{dt}}=-(V-E_{m})+\Delta _{T}\exp \left({\frac {V-V_{T}}{\Delta _{T}}}\right)+RI(t)} .
که در آن {\displaystyle V} پتانسیل غشا، {\displaystyle V_{T}} پتانسیل آستانه ایجاد تیزه (به انگلیسی: spike), {\displaystyle \tau _{m}} ثابت زمانی غشا، {\displaystyle E_{m}} پتانسیل استراحت غشا و {\displaystyle \Delta _{T}} تیزی شروع پتانسیل عمل است. {\displaystyle \Delta _{T}}معمولاً حدود ۱ میلی‌ولت برای نورون‌های هرمی قشر مغز است. هنگامی که پتانسیل غشاء از مقدار {\displaystyle V_{T}}عبور می‌کند، در زمان محدود به بی‌نهایت واگرا می‌شود. در شبیه‌سازی عددی، اگر پتانسیل غشاء به یک آستانه دلخواه (بسیار بزرگتر از {\displaystyle V_{T}}) برسد، به‌طور دستی آن را به {\displaystyle V_{r}} برمی‌گردانیم. مقدار {\displaystyle V_{r}} از پارامترهای مهم شبیه‌سازی است.
چند نکته:
- جمله دوم سمت راست (جمله نمایی) است که باعث غیرخطی شدن مدل می‌شود. می‌توان پارامترهای این جمله را مستقیماً از داده‌های تجربی استخراج کرد.[۴] از این نظر، جمله غیرخطی نمایی یک انتخاب دلخواه نیست، بلکه مستقیماً توسط شواهد تجربی حاصل می‌شود.
- با این که این مدل غیرخطی است، محاسبه نرخ فعالیت نورون برای ورودی ثابت و پاسخ به نوسانات، حتی در حضور نویز ورودی، به اندازه کافی ساده است.[۶]

یک بررسی آموزشی از مدل انباشت و شلیک نمایی را می‌توان در فصل ۵٫۲ کتاب درسی دینامیک عصبی یافت.

## انباشت و شلیک نمایی تطبیقی (AdEx)

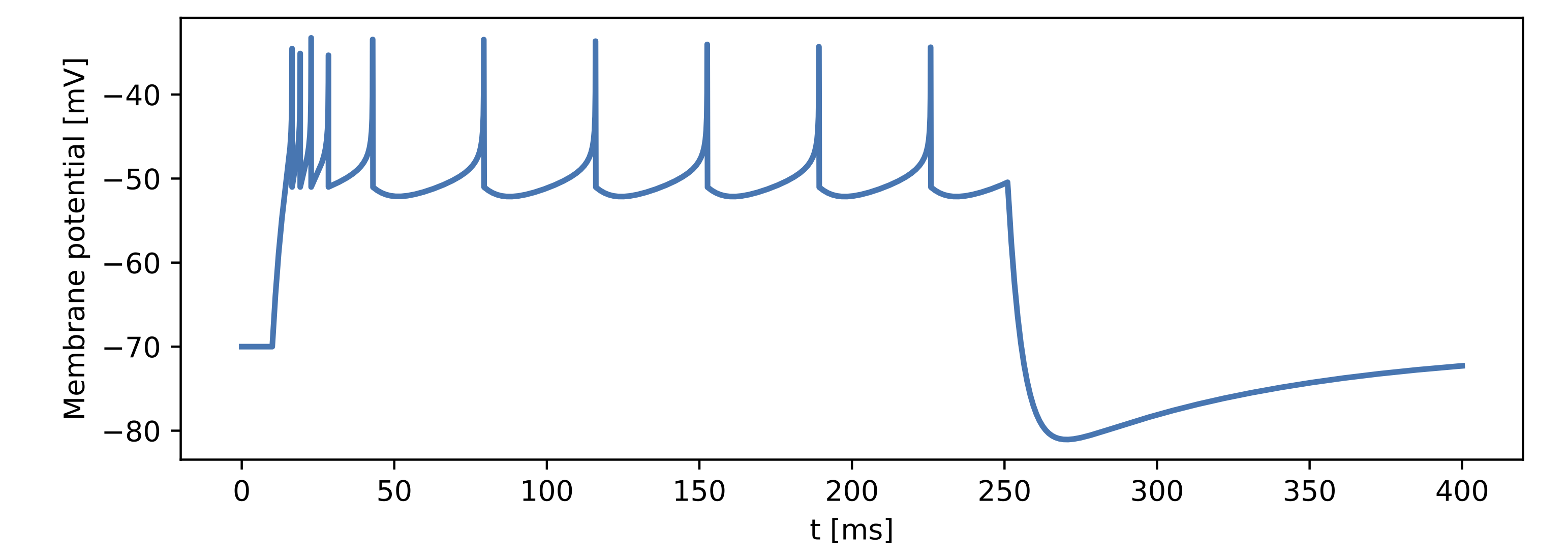
رگبار اولیه مدل AdEx

انباشت و شلیک نمایی تطبیقی (AdEx) یک مدل دوبعدی است که در آن غیرخطی بودن نمایی معادله ولتاژ با یک متغیر تطبیقی {\displaystyle w} ترکیب شده است.
{\displaystyle \tau _{m}{\frac {dV}{dt}}=-(V-E_{m})+\Delta _{T}\exp \left({\frac {V-V_{T}}{\Delta _{T}}}\right)-Rw+RI(t)}
{\displaystyle \tau {\frac {dw(t)}{dt}}=a(V-E_{\mathrm {m} })-w+b\tau \sum _{t^{f}}\delta (t-t^{f})}
که در آن {\displaystyle w} یک متغیر تطبیقی با مقیاس زمانی {\displaystyle \tau } را نشان می‌دهد . {\displaystyle a} و {\displaystyle b} پارامترهای جفت‌شدگی هستند. این معادله علاوه بر رفتار غیرخطی، می‌تواند انواع الگوهای آتش عصبی را در پاسخ به تحریک ثابت مانند سازگاری، رگبار (به انگلیسی: bursting) و رگبار اولیه نیز در نظر بگیرد.
مدل انباشت و شلیک نمایی تطبیقی از سه جنبه قابل توجه است:
- سادگی؛ چرا که فقط شامل دو متغیر جفت‌شده است.
- با داده‌های تجربی هم‌خوانی دارد.[۴]
- می‌توان طیف گسترده‌ای از الگوهای آتش تک نورون را با انتخاب مناسب پارامترهای مدل AdEx توصیف کرد.[۸] به‌طور خاص، AdEx الگوهای شلیک زیر را در پاسخ به ورودی جریان پله‌ای بازتولید می‌کند: سازگاری عصبی، رگبار منظم، رگبار اولیه، آتش نامنظم، آتش منظم.[۸]

یک بررسی آموزشی از مدل انباشت و شلیک نمایی تطبیقی را می‌توان در فصل ۶٫۱ کتاب درسی دینامیک عصبی یافت.

## مدل انباشت و شلیک تعمیم‌یافته (GEM)
مدل مدل انباشت و شلیک تعمیم‌یافته (GEM) یک مدل دوبعدی است که در آن علاوه بر جمله غیرخطی نمایی، یک متغیر زیرآستانه {\displaystyle x} نیز اضافه می‌شود.
{\displaystyle \tau _{m}{\frac {dV}{dt}}=-(V-E_{m})+\Delta _{T}\exp \left({\frac {V-V_{T}}{\Delta _{T}}}\right)+b(V-E_{x})+RI(t)}
{\displaystyle {\frac {dx(t)}{dt}}=-{\frac {x-x_{0}(V(t))}{\tau _{x}(V)}}}
که در آن {\displaystyle b} پارامتر جفت‌شدگی، {\displaystyle \tau _{x}(V)} یک ثابت زمانی وابسته به ولتاژ است و {\displaystyle x_{0}(V)} وضعیت تعادل متغیر {\displaystyle x} است. این متغیر مشابه متغیرهای دروازه یونی در مدل هاجکین-هاکسلی است. جمله {\displaystyle b(V-E_{x})x} در معادله اول را می‌توان یک جریان یونی آرام فعال‌شده با ولتاژ در نظر گرفت.
GEM از دو جنبه قابل توجه است:
- غیرخطی بودن معادله ولتاژ از آزمایش استخراج شده است.[۴]
- GEM به اندازه کافی ساده است که امکان تجزیه و تحلیل ریاضی نرخ شلیک تعادلی و پاسخ خطی را حتی در حضور ورودی‌های پر از نویز فراهم کند.[۳]

مروری بر ویژگی‌های محاسباتی GEM و ارتباط آن با سایر مدل‌های نورون تیزه‌زن را می‌توان در مرجع شماره یافت.